# Spjutstorps landskommun
Spjutstorps landskommun var en tidigare kommun i dåvarande Kristianstads län.

## Administrativ historik
Kommunen bildades i Spjutstorps socken i Ingelstads härad i Skåne när 1862 års kommunalförordningar trädde i kraft. 
Vid kommunreformen 1952 uppgick kommunen i Onslunda landskommun som 1969 uppgick i Tomelilla köping som 1971 ombildades till Tomelilla kommun.